# Alexeï Egorov
Alexeï Egorov (en russe : Алексей Егорович Егоров) (1776-1851) est un peintre russe et dessinateur, professeur émérite d'histoire de la peinture à l'Académie russe des Beaux-Arts. En tant qu'enseignant, Egorov a exercé une grande influence sur l'art russe du XIXe siècle ; il a eu comme élèves Alexandre Ivanov, Karl Brioullov, Piotr Bassine (ru), Alexeï Markov (ru) et d'autres encore.

## Biographie
Egorov est né dans un village kalmouk en 1776, puis à six ans il a été capturé par des cosaques et emmené à Moscou. Ses enseignants remarquent ses capacités en dessin.
Le 14 août 1782, il entre à l'Académie russe des Beaux-Arts comme élève d'Ivan Akimov, où il est rapidement repéré comme meilleur dessinateur d'après nature et est récompensé par une médaille de dessin. En 1797, il est diplômé et devient professeur à l'Académie dès l'année suivante. En 1803, il est envoyé à Rome, où il subira l'influence du peintre Vincenzo Camuccini.

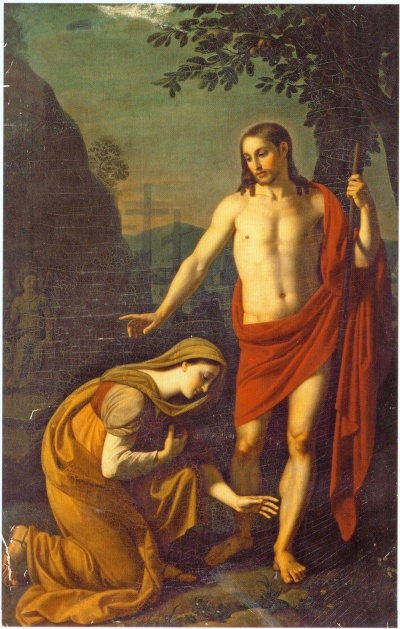
Alexeï Egorov, Apparition de Jésus Christ à Marie Madeleine, 1818

Antonio Canova et Vincenzo Camuccini se sont émerveillés de ses dessins, « d'une rigueur, d'un style, et d'une inventivité inimitable. Dans la composition, il aime la clarté, la simplicité, l'absence de complexité et dans la coloration le naturel ; son coup de pinceau est doux et audacieux, la plastique naturelle de ses personnages est incroyable ».
C'est un homme aux goûts tout à fait russes qui, en Italie, jouit d'une popularité extraordinaire ; tout le monde le connaissait, certains l'appelaient « l'ours russe ».
En 1807, Egorov retourne à Saint-Pétersbourg et est nommé académicien. Il devient professeur de dessin de l'impératrice Élisabeth Alexeïevna. L'empereur Alexandre Ier l'aimait beaucoup et lui donne le qualificatif de célèbre pour avoir réalisé à Tsarskoïe Selo un tableau allégorique Le bien-être du monde qui comprenait cent figures de personnages grandeur nature. En 1812, il devient professeur de peinture historique à l'Académie de Saint-Pétersbourg et vingt ans plus tard, en 1832, il accède à l'éméritat. Avant cela, le 31 décembre 1825, il est nommé conseiller de collège dans la table honorifique des rangs, et ce, jusqu'à sa mort en 1851.
Homme profondément croyant, Egorov considérait que sa véritable vocation était la peinture religieuse, domaine dans lequel il a laissé des témoignages importants. Parmi les œuvres les plus connues, il faut citer : Saint Siméon, La Sainte Famille, Torture du Sauveur, trois toiles conservées au Musée russe. 28 dessins à la plume et au crayon de sa main se trouvent également dans les collections de la princesse Maria Tenicheva.

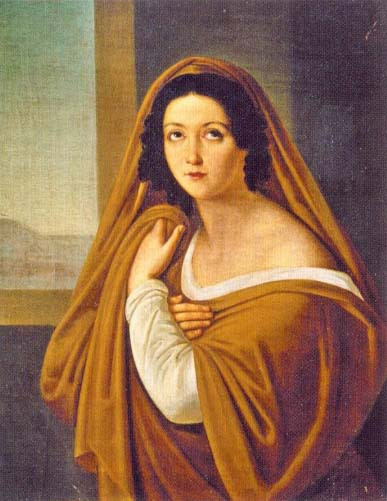
Alexeï Egorov, Portrait de Avdotia Golitsina en vestale

Pour lui, la peinture religieuse était sa passion et il renvoyait volontiers ceux qui voulaient obtenir une réalisation de portrait de sa main chez d'autres artistes. Mais il a peint des portraits de la princesse Avdotia Golitsina (ru) réputée être l'une des plus belles femmes du beau monde à cette époque et d'autres personnages en vue de la société civile.

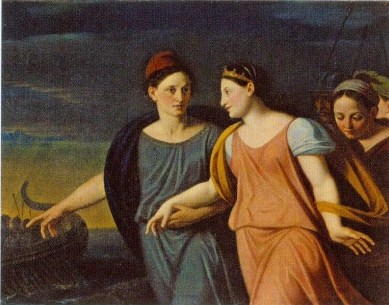
Alexeï Egorov, Enlèvement d'Hélène par Pâris, 1831

Comme professeur, Egorov rappelait les anciens philosophes : des liens fraternels et d'amitié le liaient à ses étudiants qui, de leur côté, étaient toujours prêts à lui rendre service. Ses cours étaient basés sur la réalisation concrète et son discours était bref et pratique.
À la fin de sa vie, Egorov subit un coup dur : en 1840, il est licencié de l'Académie des Beaux-Arts de Saint-Pétersbourg à cause du tableau La Sainte-Trinité réalisé par lui pour la cathédrale Sainte-Catherine de Tsarskoïe Selo qui n'a pas eu l'heur de plaire à l'empereur Nicolas Ier. Il est toutefois resté membre actif de l'Académie, et titulaire de son statut de conseiller de collège dans le répertoire officiel de la table des rangs de l'Empire russe.
Ses élèves lui vouaient toujours le même respect, la même admiration, si bien qu'Egorov a pu travailler avec eux jusqu'à la fin de sa vie.
Egorov est titulaire de l'Ordre de Saint-Vladimir et de l'Ordre de Saint-Stanislas et d'autres distinctions honorifiques pour son travail pendant 35 ans.
Egorov meurt à Saint-Pétersbourg le 22 septembre 1851. Il est enterré au cimetière orthodoxe de Smolensk. En 1930, son corps est déplacé au cimetière de la laure Alexandre Nevski.

## Famille

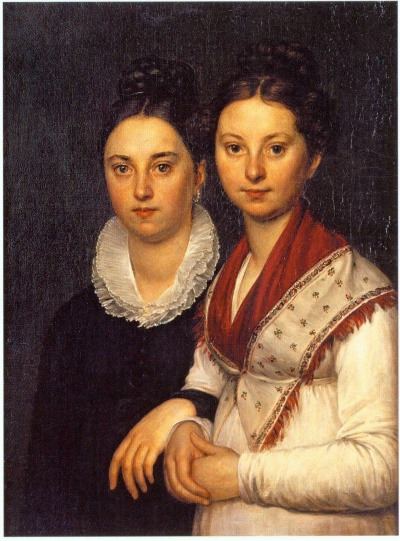
Véra Ivanovna Martos, épouse d'Egorov, et sa sœur Sophie. Peinture de Alexandre Varnek

Egorov a épousé Véra Ivanovna Martos (1799-11.01.1856), fille du sculpteur Ivan Martos. Quatre enfants leur sont nés dont 3 filles. Leur fils Evdokim Alexïevitch Egorov (1832-1891) est un peintre de porcelaine et de faïence, graveur. Il travaille à Paris à partir de 1874. Les trois filles d'Alexeï Egorov (Nadejda, Evdokia, Sophia) ont été représentées dans des portraits par leur père.